# Massopoda
Clade
Genres de rang inférieur
- - † Ignavusaurus[2]
  - † Sarahsaurus[2]
- † Riojasauridae
- † Massospondylidae
- † Sauropodiformes
  - † Jingshanosaurus
  - † Seitaad
  - † Xingxiulong
  - † Yunnanosaurus
- † Anchisauria

Les Massopoda forment un clade éteint de dinosaures sauropodomorphes qui ont vécu du Trias supérieur au Crétacé supérieur. 
Le clade des Massopoda a été créé par le paléontologue américain Adam M. Yates en 2007. Il le définit comme regroupant tous les animaux plus proches de Saltasaurus loricatus que de Plateosaurus engelhardti.
Yates rattache le groupe des Massopoda au clade des Plateosauria. Dans les Massopoda, il place les familles des Massospondylidae et des Riojasauridae ainsi que le clade des Sauropoda.

## Phylogénie
Le cladogramme suivant est une version très simplifiée de celui réalisé par Blair McPhee et ses collègues en 2014 :
- Massopoda
  - Riojasauridae
    - Eucnemesaurus
    - Riojasaurus

  - 
    - Massospondylidae
    - Sauropodiformes
      - Yunnanosaurus
      - 
        - 
          - Jingshanosaurus
          - Seitaad

        - Anchisauria

Le cladogramme suivant des sauropodomorphes basaux, établi par Alejandro Otero et ses collègues en 2015, montre à la fois la position des Massopoda parmi les saurischiens, ainsi que les taxons qu'il regroupe jusqu'aux sauropodes :
- Saurischia
  - Herrerasauridae
    - Herrerasaurus
    - Staurikosaurus

  - 
    - Eoraptor
    - Eusaurischia
      - Agnosphitys
      - Theropoda
        - Guaibasaurus
        - 
          - Chindesaurus
          - Neotheropoda

      - Sauropodomorpha
        - Saturnaliinae
          - Saturnalia
          - Chromogisaurus

        - 
          - Pantydraco
          - 
            - Thecodontosaurus
            - 
              - Efraasia
              - 
                - Plateosauravus
                - Plateosauria
                  - Ruehleia
                  - Plateosauridae
                    - Unaysaurus
                    - Plateosaurus

                  - Massopoda
                    - Riojasauridae
                      - Eucnemesaurus
                      - Riojasaurus

                    - 
                      - Sarahsaurus
                      - 
                        - Massospondylidae
                          - 
                            - Lufengosaurus
                            - Glacialisaurus
                            - Coloradisaurus

                          - 
                            - Massospondylus
                            - 
                              - Adeopapposaurus
                              - Leyesaurus

                        - 
                          - Jingshanosaurus
                          - 
                            - Yunnanosaurus
                            - 
                              - Seitaad
                              - Anchisauria
                                - Anchisaurus
                                - Sauropodiformes
                                  - Mussaurus
                                  - 
                                    - Aardonyx
                                    - Leonerasaurus
                                    - Sefapanosaurus
                                    - 
                                      - Melanorosaurus
                                      - Sauropoda